# Избори за председника Савезне Републике Југославије 2000.
Непосредни избор председника Савезне Републике Југославије одржао се само једном и то на изборима 24. септембра 2000. године заједно са редовним изборима за Скупштину СРЈ и изборима за локалну самоуправу Србије. Претходно су донети амандмани на Устав СРЈ, којима је то омогућено.
Право гласа на овим изборима имало је 6.871.595 грађана СР Југославије уписаних у бирачки списак. Изборе је бојкотовала тада највећа и владајућа коалиција у Црној Гори, предвођена ДПС-ом. Албанци нису гласали.
Војислав Коштуница, кандидат Демократске опозиција Србије је са 50,24% гласова однео победу у првом кругу, што је представљало прву победу опозиције на изборима од увођења вишестраначја. ЦеСИД је у свом извештају навео да је противправно прекрајање изборних резултата спречено искључиво због притиска услед масовних протеста који су уследили и попуштања институција као што су Савезни уставни суд и Савезна уставна комисија.

## Предизборна дешавања
На основу посматрања и анализе целокупног процеса свих избора од увођења вишестраначја, ЦеСИД-а је утврдио озбиљне мањкавости у свим фазама изборних поступка, наводећи да изборни процеси нису испуњавали услове за фер изборе и да је била нарушена репрезентативност воље грађана у корист СПС-а. Водећи медији у Србији су константно сатанизовали опозиционе актере.
Коалиција Демократска опозиција Србије је формирана у јануару 2000. године. Уочи савезних председничких избора, у медијима се помињало да би Иван Стамболић могао да иступи као један од вођа уједињене опозиције као против-кандидат Милошевићу за председника СРЈ. У августу 2000. године отели су га и убили припадници ЈСО-а. Током поступка за убиство Ивана Стамболића, тужилац је 2007. године да је нагласио да је режим предвођен Милошевићем и његовом супругом наручивао убиства политичких противника.

## Кандидати
У току августа, владајућа коалиција СПС-ЈУЛ-СНП кандидовала је тадашњег југословенског председника и председника СПС-а, Слободана Милошевића.
Демократска опозиција Србије (ДОС) је кандидовала Војислава Коштуницу председника ДСС-а, једне од чланица коалиције.
Српски покрет обнове, који је пре избора напустио ДОС, истакао је за кандидата потпредседника странке Војислава Михаиловића, у то време председника скупштине града Београда.
Српска радикална странка, једна од чланица владајуће коалиције, није подржала Милошевића, већ је за истакла свог кандидата потпредседника странке Томислава Николића.
Афирмативна странка је предложила Миодрага Видојковића, адвоката и некадашњег председника београдске општине Раковица.
| Бр. | Кандидат | Кандидат            | Предложила странка/коалиција | Слоган                                       |
| --- | -------- | ------------------- | ---------------------------- | -------------------------------------------- |
| 1.  |          | Војислав Коштуница  | ДОС                          | Ко увек сме да вас погледа у очи? Коштуница. |
| 2.  |          | Слободан Милошевић  | СПС—ЈУЛ—СНП                  |                                              |
| 3.  |          | Томислав Николић    | СРС                          |                                              |
| 4.  |          | Војислав Михаиловић | СПО                          | Човек из народа.                             |
| 5.  |          | Миодраг Видојковић  | Афирмативна странка          |                                              |

## Званична објава резултата СИК-а
Четири дана после првог круга гласања, 28. септембра је Танјуг пренео вест са седнице Савезне изборне комисије, којом је председавао Боривоје Вукићевић. Том приликом је СИК оценио да су избори успешно спроведени у демократској и фер атмосфери. Као доказ томе, комисија је навела да ниједа приговор са бирачких места на спровођење избора за председника није стигао у СИК, што говори о високом степену законитости који је обезбедила Комисија. Наведено је и да у прилог тој оцени говоре и веома повољни утисци страних посматрача о управо завршеним изборима у СР Југославији.
Према резултатима Комисије, Коштуница је победио у првом кругу са 48,96% изашлих гласача, што значи да се мора одржати други круг. Он је требао бити одржан у недељу 8. октобра 2000, и у њему је поред Коштунице требао учествовати и актуелни председник Слободан Милошевић, који је према званичним резултатима имао 38,62% гласова.
Опозиција је снажно оспорила ове резултате, наводећи необичну паузу у објави резултата, а поред тога према сопственим евиденцијама чак и Радикалне странке и Српског покрета обнове, Коштуница је имао преко 50% изашлих гласача. Није познато шта је о овоме мислила Афирмативна странка и њен кандидат Миодраг Видојковић.

## Резултати

### Према СИК-у
Савезна изборна комисија (СИК) је два дана после прелиминарних резултата, а 4 дана након избора, изашла са својим званичним резултатима:
| Кандидати                 | Кандидати                 | Листа                         | Гласова   | %     |
| ------------------------- | ------------------------- | ----------------------------- | --------- | ----- |
|                           | Војислав Коштуница        | Демократска опозиција Србије  | 2.474.392 | 48,96 |
|                           | Слободан Милошевић        | Социјалистичка партија Србије | 1.951.761 | 38,62 |
|                           | Томислав Николић          | Српска радикална странка      | 292.759   | 5,79  |
|                           | Војислав Михаиловић       | Српски покрет обнове          | 146.585   | 2,90  |
|                           | Миодраг Видојковић        | Афирмативна странка Србије    | 46.421    | 0,93  |
|                           | Неважећих листића         | Неважећих листића             |           | 2,68  |
|                           | Изашли, а нису гласали    |                               |           |       |
| Укупно - изашло на изборе | Укупно - изашло на изборе | Укупно - изашло на изборе     | 5.053.428 | 69,7  |

### Према ЦеСИД-у
| Кандидати                 | Кандидати                 | Листа                         | Гласова   | %     |
| ------------------------- | ------------------------- | ----------------------------- | --------- | ----- |
|                           | Војислав Коштуница        | Демократска опозиција Србије  | 2.470.304 | 50,24 |
|                           | Слободан Милошевић        | Социјалистичка партија Србије | 1.826.799 | 37,15 |
|                           | Томислав Николић          | Српска радикална странка      | 289.013   | 5,88  |
|                           | Војислав Михаиловић       | Српски покрет обнове          | 145.019   | 2,95  |
|                           | Миодраг Видојковић        | Афирмативна странка Србије    | 45.964    | 0,93  |
|                           | Неважећих листића         | Неважећих листића             | 137.991   | 2,81  |
|                           | Изашли, а нису гласали    | Изашли, а нису гласали        | 1.830     | 0,04  |
| Укупно - изашло на изборе | Укупно - изашло на изборе | Укупно - изашло на изборе     | 4.916.920 | 71,55 |

Извор:„Избори у СРЈ од 1990 до 2000” (PDF). Архивирано из оригинала 26. 08. 2014. г.

## Постизборна дешавања
Пар сати по затварању бирачких места, Центар за слободне изборе и демократију је саопштио да Коштуница убедљиво води испред Милошевића. Тај резултат потврдио је ДОС, као и изборни штабови СРС-а и СПО-а.
Званично државно тело задужено за изборе, Савезна изборна комисија, објавила је тек 26. септембра привремене, прелиминарне, резултате. Према њима, Коштуница је имао највише гласова, али није добио и 50% потребних гласова за победу у првом кругу, па је СИК закључила да ће се одржати други круг председничких избора.
Опозиција није прихватила ове резултате и оптужила је власт за изборну крађу. Истовремено, почели су протести по целој Србији, а два дана касније, 28. септембра, СИК објављује коначне резултате избора. Према њима, Коштуница је освојио 49% гласова, а Милошевић 40%, а други круг избора је требало да буде две недеље након првог круга, у недељу 8. октобра.
ДОС наставља са све жешћим протестима и позива на грађанску непослушност. Рудари у колубарском басену угља ступају у штрајк захтевајући да се победа призна опозицији.
Дана 2. октобра нису радиле многе школе, фабрике, предузећа и друге установе. Тог дана, ДОС је упутио позив грађанима да се кроз три дана окупе у Београду на централном митингу испред савезног парламента.
Дана 4. октобра, савезни уставни суд је поништио први круг избора, чиме је одлучено да се цело гласање понавља.
Дана 5. октобра је неколико стотина хиљада грађана дошло у Београд. ДОС је организовао да грађани са опозиционим лидерима дођу из пет праваца у центар Београда испред савезног парламента. ДОС је ултимативно захтевао да се до 15 часова тог дана призна победа Коштунице на председничким изборима.
Пошто СИК то није урадио, окупљена маса је кренула на Савезну скупштину. Демонстранти су око 16 часова ушли у зграду, након чега је у њој избио пожар. Након тога, маса је кренула ка згради државне телевизије РТС. Око 17 сати, ушли су и у ту зграду.
У 19 часова, Војислав Коштуница обратио се окупљеним грађанима са балкона Скупштине града Београда. Исте вечери је новоизабрани председник дао је интервју Радио телевизији Србије.
Дана 6. октобра, Слободан Милошевић се путем националне телевизије обратио нацији, признао победу опозиције. Упркос уставним роковима, договорено је да Коштуница буде инаугурисан већ дан касније, за када је заказана конститутивна седница оба дома савезног парламента.
Дана 7. октобра, на седници оба већа савезне Скупштине у центру Сава, Војислав Коштуница инаугурисан на функцији председника СРЈ.

## Да ли је Коштуница заиста имао преко 50% у првом кругу?
Док ни присталице коалиције око СПС-а углавном не доводе у питање да ли је Војислав Коштуница победио у првом кругу, поједини на овим изборима оспоравају то да ли је имао преко 50% изашлих гласова. Као додатни аргумент који иде у прилог тој неизвесности или немогућности да се неоспориво одреде тачни резултати, током демонстрација 5. октобра 2000. је запаљена зграда народне скупштине, приликом чега су изгорели поједини записници и гласачки листићи са ових избора.
Према прелиминарном налазу ЦЕСИД-а, и изборних штабова ДОС-а, СРС-а и СПО-а, Коштуница је победио са 50,24% изашлих гласача. Није познато шта је о овоме мислила Афирмативна странка и њен кандидат Миодраг Видојковић. Савезна изборна комисија (СИК) је два дана после прелиминарних резултата, а 4 дана након избора, изашла са својим званичним резултатима, према којима је Коштуница победио у првом кругу избора са 48,86% изашлих гласача, што значи да се мора одржати други круг избора. Када се ситуација смирила после демонстрација 5. октобра 2000, дошло је до поновних тумачења тих избора, па се поставља и питање да ли је Коштуница заиста победио у првом кругу, или је Савезна изборна комисија била у праву.
Бивши члан радикалне странке, Драган Тодоровић, у емисији Без устручавања на КТВ Зрењанин почетком 2021. је рекао да је према резултатима СРС Коштуница заиста победио у првом кругу. Том приликом је додао да су се чланови Радикала који су били у СИК-у повукли, јер нису хтели да потпишу закључак изборне комисије, пошто је покушана превара са гласовима.

## Занимљивости
- Ово су први и једини директни избори за председника СР Југославије. Пре ових избора се он бирао из скупштине.
- Ови избори су одржани за време летњих олимпијских игара 2000. у Сиднеју.

### Званична саопштења
- Савезна изборна комисија (СИК) (28. септембар 2000). Коначни резултати избора за председника Републике (Извештај). Влада Републике Србије. Приступљено 30. децембар 2023.

### Књиге
- Goati, Vladimir (2000). Partije Srbije i Crne Gore u političkim borbama od 1990 do 2000. Bar: Conteco.
- Goati, Vladimir (2001). Izbori u SRJ od 1990 do 1998: Volja građana ili izborna manipulacija. Dodatak: Izbori 2000 (PDF) (2. изд.). Beograd: Centar za slobodne izbore i demokratiju.
- Goati, Vladimir (2013). Izbori u Srbiji i Crnoj Gori od 1990. do 2013. i u SRJ od 1992. do 2003. (PDF). Beograd: Centar za slobodne izbore i demokratiju.

### Новине и портали са вестима
- „Drecun odustao, Vidojković peti kandidat za predsednika”. b92.net/info/vesti. 4. 9. 2000. Приступљено 30. 12. 2023.